# Broken English (musikalbum)
Broken English är ett musikalbum av Marianne Faithfull som lanserades i november 1979 på Island Records. Musikaliskt drar skivan både åt punkhållet och åt syntig dansant new wave-pop. Faithfull hade nu fått en mörkare röst efter år av missbruk. Skivan blev endast en mindre framgång i Storbritannien, men sålde bättre i andra europeiska länder, till exempel Sverige och Österrike. I Australien ansågs spåret "Why'd Ya Do It?" innehålla så pass kontroversiell text att lokala pressningar av skivan helt enkelt inte hade med det spåret.

## Låtlista
1. "Broken English" – 4:38
2. "Witches' Song" – 4:46
3. "Brain Dain" – 4:15
4. "Guilt" – 5:11
5. "The Ballad of Lucy Jordan" – 4:13
6. "What's the Hurry" – 3:06
7. "Working Class Hero" – 4:43
8. "Why d'Ya Do It?" – 6:48

## Listplaceringar
- Billboard 200, USA: #82[1]
- UK Albums Chart, Storbritannien: #57
- Topplistan, Sverige: #4[2]
- Österrike: #3[3]